# Instytut św. Stanisława w Lublanie
Instytut św. Stanisława (słoweń. Zavod svetega Stanislava) – słoweńska katolicka instytucja edukacyjna w Lublanie, w dzielnicy Šentvid. Jego początki sięgają końca XIX wieku, kiedy biskup Lublany Anton Bonaventura Jeglič przedstawił pomysł stworzenia pierwszej w pełni słoweńskojęzycznej szkoły średniej. Po wielu trudnościach związanych z brakiem zgody władz miasta na budowę w centrum, 16 lipca 1901 Jeglič pobłogosławił kamień węgielny instytutu. Budowa trwała cztery lata. Biskup pobłogosławił ukończony budynek 21 września 1905 roku. Nazwa instytutu upamiętnia św. Stanisława Kostkę.
Szkoła średnia działa tu aż do 28 kwietnia 1941, kiedy władze niemieckie zarekwirowały budynek. Nauczyciele i studenci zostali zmuszeni do opuszczenia obiektu w ciągu zaledwie trzech godzin. W czasie wojny budynek Instytutu był używany przez Gestapo. Po wojnie teren ten był wykorzystywany jako miejsce przetrzymywania schwytanych żołnierzy Słoweńskiej Domobrany, którzy w większości zostali później zabici. Niektórzy zostali straceni w Šentvid i pochowano ich w zbiorowej mogile za cmentarzem Šentvid, niektórzy zostali przetransportowani do doliny Kucja i tam zabici, a niektórzy zginęli w lesie poza Kočevje.
Po wojnie budynek został przekazany do użytku wojskowego. Mieściły się tam koszary Jugosłowiańskiej Armii Ludowej, która, opuszczając budynek w 1991 roku, zostawiła go w złym stanie.
Po uzyskaniu niepodległości przez Słowenię w 1991 roku nieruchomość została zwrócona Kościołowi katolickiemu. Zajęcia w szkole średniej (Diecezjalne gimnazjum klasyczne – Škofijska klasična gimnazija) zaczęły się odbywać 1 września 1993.
Oprócz Diecezjalnego gimnazjum klasycznego, dziś w Instytucie mieści się także akademik dla studentów zagranicznych (Jegličev Dijaski dom), dom studencki Janeza Frančišeka Gnidoveca (Studentski dom Janeza Franciska Gnidovca), szkoła muzyczna, Centrum Słoweńskie (Slovenski dom) i szkoła podstawowa Alojzija Šuštara (Osnovna šola Alojzija Šuštarja).
17 maja 1996 roku papież Jan Paweł II odwiedził Instytut św. Stanisława w ramach swojej 71. podróży apostolskiej.
Dyrektorzy Instytutu (po ponownym otwarciu): Borut Kosíř 1993–2000, Anton Jamnik 2000–2006, Roman Globokara od 2006.
W 2017 yhonorowany słoweńskim Srebrnym Orderem za Zasługi.